# T. D. Jakes

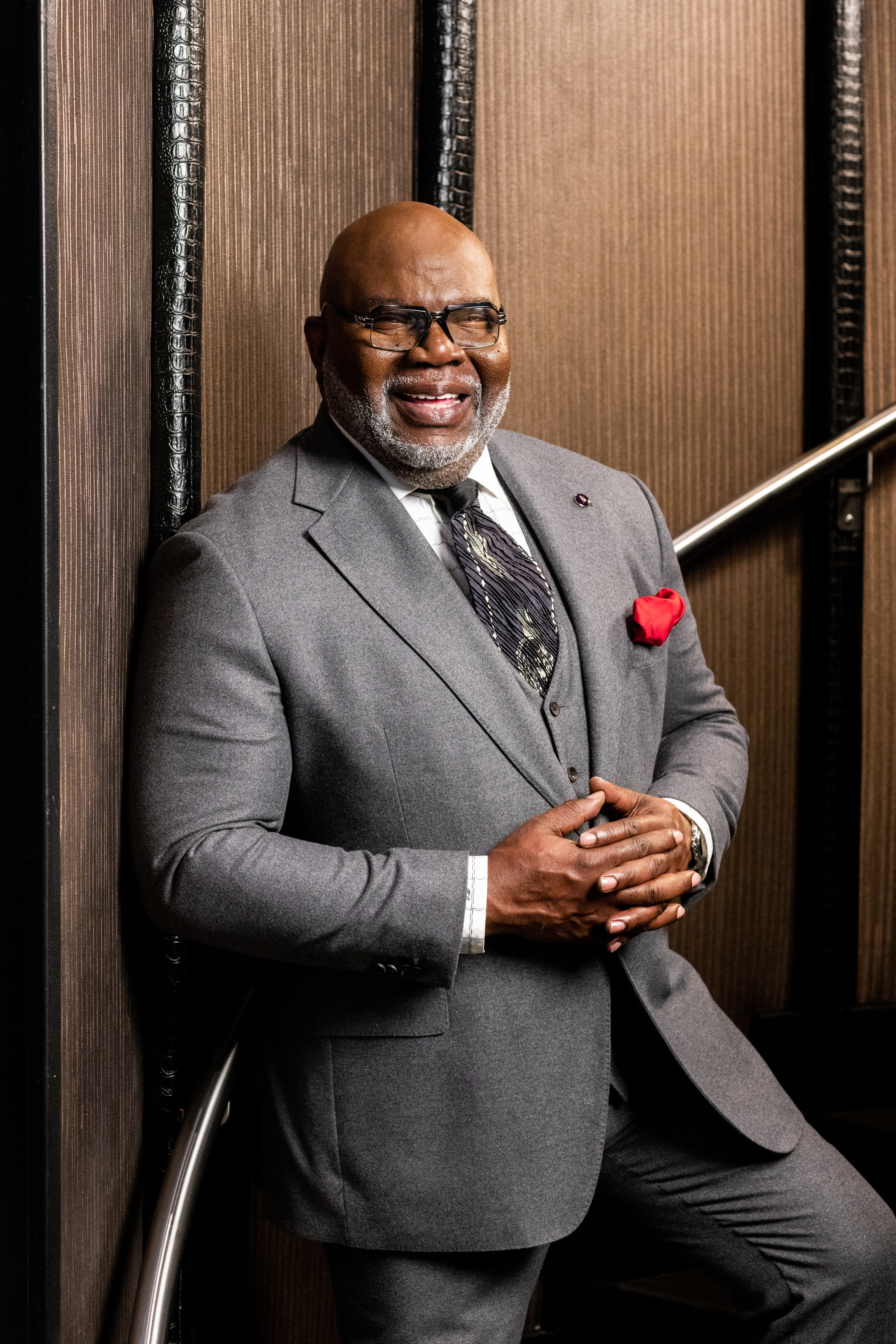
T. D. Jakes, 2022

Thomas Dexter Jakes (* 9. Juni 1957 in South Charleston, West Virginia, USA) ist ein US-amerikanischer Unternehmer, Autor, Prediger und Pastor von The Potter’s House, einer Megachurch der Pfingstbewegung im texanischen Dallas. Jakes führt den Titel Bischof in seiner Kirche.

## Leben und Wirken
Jakes wuchs in Vandalia im ländlichen West Virginia auf, wo er eine Baptistenkirche besuchte. Schon als junger Mann begann er zu predigen. 1981 übernahm er als Pastor eine kleine Pfingstgemeinde namens Emanuel Temple of Faith in Montgomery. Unter seiner Führung wuchs die Gemeinde und siedelte nach Smithers und nach South Charleston um. Sherman Watkins, Leiter einer Pfingstkirchendenomination, ordinierte ihn zum Pastor. Im Fernstudium absolvierte er seinen Bachelor und Master an der Friends International Christian University 1990; 1995 doktorierte er an der gleichen Hochschule in Religionsstudien. Ab 1990 begann er eine Arbeit unter Frauen, denen das Leben übel mitgespielt hatte.
1996 zog Jakes mit seiner Familie und seinem Team nach Dallas um, wo er eine große Kirchgemeinde übernahm, der er den Namen The Potter’s House (TPH) gab. Ein Campus mit einer Gottesdiensthalle mit 5.000 Plätzen und 30.000 wöchentlichen Besuchern gehört inzwischen dazu. Einige seiner Veranstaltungen finden auch in der Lakewood Church in Houston statt. Er ist mit den Predigern Joel Osteen, Victoria Osteen und Joyce Meyer befreundet, mit denen er regelmäßig Veranstaltungen durchführt sowie Publikationen herausgibt.
2016 begann er mit seiner TD Jakes Show, in der er Gäste empfängt und interviewt. Jede Woche werden seine Vorträge weltweit übertragen, sein Programm ist in Europa u. a. über God TV zu empfangen. Er ist Autor von religiösen Büchern, die auch Lebenshilfe anbieten wollen, die in verschiedene Sprachen übersetzt wurden. Bischop T.D. Jakes gilt laut Forbes-Liste und Time-Magazine als einer der weltweit begabtesten und bekanntesten Prediger.

## Privates
Jakes ist seit 1981 mit Serita Jamison verheiratet, sie haben fünf Kinder.

## Filmographie
- 2004: Woman Thou Are Loosed
- 2009: Not Easily Broken
- 2011: Jumping the Broom
- 2010: Munya
- 2012: Woman Thou Art Loosed: On the 7th Day
- 2012: Sparkle
- 2014: Heaven Is for Real – Produzent
- 2014: Winnie Mandela – Produzent
- 2016: Miracles from Heaven – Produzent

## Schriften (Auswahl)
- Intimacy with God
- Loved by
- Before you throw in the towel
- Naked and Not Ashamed?
- Loose That Man and Let Him Go
- Positioning Yourself to Prosper
- Reposition Yourself: Living a Life Without Limits
- He-Motions: Even Strong Men Struggle, ISBN 978-0-399-15196-5
- Help! I'm Raising My Children Alone: A Guide for Single Ladies and Those Who Sometimes Feel They Are
- Ten Commandments of Working in a Hostile Environment
- Promises From God for Single Women
- Woman, Thou Art Loosed: Healing the Wounds of the Past, 1997, ISBN 978-0-7684-0300-8
- The Lady, Her Lover, and Her Lord, 2000
- Maximize the Moment: God's Action Plan for Your Life
- Jesus Walks (with me)
- Lay Aside the Weight
- The Greatest Investment
- TD Jakes Speaks to Men, ISBN 978-0-7642-1287-1
- Overcoming the Enemy
- From the Cross to Pentecost
- Life Overflowing: Six Pillars for Abundant Living
- Daddy Loves His Girls, 2006
- Not Easily Broken, 2006
- Mama Made the Difference, 2007
- Before You Do: Making Great Decisions That You Won't Regret, Atria, 2008, ISBN 978-1-4165-4728-0
- The Memory Quilt: A Christmas Story for Our Times, 2009
- Let it Go: Forgive So You Can Be Forgiven, 2012
- Drive, 2014
- Instinct: The Power to Unleash Your Inborn Drive, Hachette, 2014, ISBN 1-4555-5404-9
- Destiny: Step Into Your Purpose, Hachette, 2015, ISBN 978-1-4555-5397-6
- Soar!: Build Your Vision from the Ground Up, FaithWords, 2017
- Crushing!: God Turns Pressure Into Power

### Deutsche Übersetzungen
- Free Man – Wenn Männer losgelassen werden, One Way, Wuppertal 1997, ISBN 3-931822-07-9.
- Pretty Woman – Der Tag deiner Wiederherstellung, One Way, Wuppertal 1998, ISBN 3-931822-18-4.
- Liebe aus erster Hand, One Way, Wuppertal 2001, ISBN 3-931822-92-3.
- Nutze den Tag, One Way, Wuppertal 2005, ISBN 3-89895-009-3.
- Hilfe, ich erziehe meine Kinder allein, ISBN 3-931822-72-9.
- Papa liebt seine Töchter.
- Die Lady, ihr Lover und der Herr, One-Way-Medien, Spockhövel, ISBN 3-89800-001-X.